# Hrabstwo Furnas
Hrabstwo Furnas (ang. Furnas County) – hrabstwo w stanie Nebraska w Stanach Zjednoczonych. Obszar całkowity hrabstwa obejmuje powierzchnię 720,64 mil2 (1 866,47 km²). Według danych z 2010 r. hrabstwo miało 4 959 mieszkańców. Hrabstwo powstało w 1873 roku i nosi imię Robert Wilkinson Furnas - gubernatora Nebraski w latach 1873–1875.

## Sąsiednie hrabstwa
- Hrabstwo Gosper (północ)
- Hrabstwo Phelps (północny wschód)
- Hrabstwo Harlan (wschód)
- Hrabstwo Norton (Kansas) (południe)
- Hrabstwo Decatur (Kansas) (północny zachód)
- Hrabstwo Red Willow (zachód)
- Hrabstwo Frontier (północny zachód)

## Miasta
- Arapahoe
- Beaver City
- Cambridge

## Wioski
- Edison
- Hendley
- Holbrook
- Wilsonville